# Crisólita
Crisólita är en kommun i Brasilien.   Den ligger i delstaten Minas Gerais, i den sydöstra delen av landet, 800 km öster om huvudstaden Brasília. Antalet invånare är 6 040.
Omgivningarna runt Crisólita är huvudsakligen savann. Runt Crisólita är det mycket glesbefolkat, med 5 invånare per kvadratkilometer.